# Judd Marmor
Judd Marmor (* 2. Mai 1910 in London; † 16. Dezember 2003 in Los Angeles, Kalifornien) war ein US-amerikanischer Psychiater.

## Leben
Marmor wurde 1910 in London geboren und zog in seiner Kindheit mit seiner Familie in die Vereinigten Staaten. Nach seiner Schulzeit studierte Marmor an der Columbia University in New York City und erreichte 1933 seinen Universitätsabschluss in Medizin. Im Zweiten Weltkrieg diente Marmor in der US Navy. Nach dem Krieg zog Marmor 1946 nach Los Angeles, wo er als Psychiater arbeitete.
Marmor begann gemeinsam mit Evelyn Hooker in den 1960er Jahren am Thema Homosexualität zu arbeiten. 1965 schrieb er das Buch Sexual Inversion; ein Kapitel verfasste Evelyn Hooker. Marmor schrieb sieben weitere Bücher.
Marmor nahm an einem Forschungsprojekt zum Thema Homosexualität teil, das vom US-amerikanischen National Institute of Mental Health gefördert wurde. 1974 wurde er zum Präsidenten der American Psychiatric Association gewählt.
Als Direktor der Psychiatrie war Marmor am Hospital Cedars-Sinai Medical Center in Los Angeles tätig. Des Weiteren war er Hochschullehrer im Bereich Psychiatrie an der University of Southern California.
Marmor war mit Katherine Marmor, die 1999 verstarb, verheiratet. Sie hatten einen Sohn.